# Loreta Brandão de Freitas
Loreta Brandão de Freitas (1964) es una bióloga, botánica, genetista, geobotánica, curadora, y profesora brasileña.

## Biografía
En 1984, obtuvo la licenciatura en Ciencias Biológicas por la Pontificia Universidad Católica de Río Grande del Sur; en 1989, y por la Universidad Federal de Río Grande del Sur, un título de maestría en genética y biología molecular, defendiendo la tesis  Contribuição da regulação gênica para a variabilidade isoenzimática de GOT (glutamato-oxalacetato transaminase) em Relbunium hypocarpium (Rubiaceae), con la supervisión de la Dra. Helga Winge (1934); y, en 1997, el doctorado en genética y biología molecular, por la misma casa de altos estudios, siendo becaria del Consejo Nacional de Desenvolvimiento Científico y Tecnológico, CNPq, Brasil, como también para la maestría.
Es autora en la identificación y nombramiento de nuevas especies para la ciencia, a abril de 2015, posee un nuevo registro de especies, especialmente de la familia Solanaceae, y con énfasis del género Petunia "Passiflora" "Calibrachoa (véase más abajo el vínculo a IPNI).

## Algunas publicaciones
- BARROS, M. J. F.; SILVA-ARIAS, G. A. ; FREGONEZI, J. N.; TURCHETTO-ZOLET, A. C. ; IGANCI, J. R. V. ; DINIZ FILHO, J. A. F. ; FREITAS, L. B. 2015. Environmental drivers of diversity in subtropical highland grasslands: a comparative analysis of Adesmia, Calibrachoa, and Petunia. Perspectives in Plant Ecology, Evolution and Systematics (Print) 17, 360-368.

- KORTMANN, M. R.; SILVA-ARIAS, G. A.; STEHMANN, J. R.; GREPPI, J. A.; FREITAS, L. B. 2015. Phylogenetic relationships of Petunia patagonica (Solanaceae) revealed by molecular and biogeographical evidences. Phytotaxa (Print) 222: 17-32.

- CABREIRA, C.; CAGLIARI, A.; BUCKER-NETO, L.; MARGIS-PINHEIRO, M. M. A. N.; FREITAS, L. B.; ZANETTINI, M. H. B. 2015. The phylogeny and evolutionary history of the Lesion Simulating Disease (LSD) gene family in Viridiplantae. Molecular Genetics and Genomics (Print) 290: 1-16.

- TURCHETTO, C.; LIMA J. S.; RODRIGUES, D. M.; BONATTO, S. L.; FREITAS, L. B. 2015. Pollen dispersal and breeding structure in a hawkmoth-pollinated Pampa grasslands species Petunia axillaris (Solanaceae). Annals of Botany (Print) 115: 939-948.

- RAMOS-FREGONEZI, A. M.C.; FREGONEZI, J. N.; CYBIS, G; FAGUNDES, N. J. R.; BONATTO, S. L.; FREITAS, L. B . 2015. Were sea level changes during the Pleistocene in the South Atlantic Coastal Plain a driver of speciation in Petunia (Solanaceae)?. BMC Evolutionary Biology (Online), 15: 92-103.

- GIUDICELLI, G. C.; MÄDER, G.; FREITAS, L. B. 2015. Efficiency of ITS sequences for DNA barcoding in Passiflora (Passifloraceae). International Journal of Molecular Sciences (Online), 16: 7289-7303.

- SILVA-ARIAS, G. A.; MÄDER, G.; BONATTO, S. L; FREITAS, L. B. 2015. Novel microsatellites for (Solanaceae) endemic to the South Atlantic Coastal Plain of South America. Applications in Plant Sciences, 3: 1500021-1500028.

- ZAMBERLAN, P. M.; RODRIGUES, I. M. C.; MÄDER, G.; CASTRO, L.; STEHMANN, J. R.; BONATTO, S. L.; FREITAS, L. B. 2015. Re-evaluation of the generic status of Athenaea and Aureliana (Withaniinae, Solanaceae) based on molecular phylogeny and morphology of the calyx. Botanical Journal of the Linnean Society (Print), 177: 322-334.

- TURCHETTO, C.; SEGATTO, A. L. A.; BENEDUSCHI, J.; BONATTO, S. L.; FREITAS, L. B. 2015. Genetic differentiation and hybrid identification using microsatellite markers in closely related wild species. AOB Plants, 7, plv084-1.

- TURCHETTO, C.; SEGGATO, A. L. A.; TELLES, M. P.; DINIZ FILHO, J. A. F.; FREITAS L. B. 2014. Infraspecific classification reﬂects genetic differentiation in the widespread Petunia axillaris complex: A comparison among morphological, ecological, and genetic patterns of geographic variation. Perspectives in Plant Ecology, Evolution and Systematics (Print), 16: 75-82.

- MILWARD-DE-AZEVEDO, MA; FREITAS, L. B.; KINOSHITA, L. S. 2014. Taxonomy and evolutionary relationships of Passiflora subg. Decaloba supersect. Decaloba sect. Xerogona (Passifloraceae): contributions of palynological, morphological and molecular studies. Acta Botanica Brasílica (Print), 28: 301-308.

- TURCHETTO, C.; FAGUNDES, N. J. R.; SEGATTO, A. L. A.; KUHLEMEIER, C.; SOLÍS NEFFA, V. G.; SPERANZA, P. R.; BONATTO, S. L.; FREITAS, L. B. 2014. Diversification in the South American Pampas: the genetic and morphological variation of the widespread Petunia axillaris complex (Solanaceae). Molecular Ecology (Print), 23, 374-389.

- SEGATTO, A. L. A.; RAMOS-FREGONEZI, A. M. C.; BONATTO, S. L.; FREITAS, L. B. 2014. Molecular insights into the purple-flowered ancestor of garden petunias. American Journal of Botany, 101, 119-127.

- KRIEDT, R. A.; CRUZ, GUILHERME, M. Q.; BONATTO, S. L.; FREITAS, L. B. 2014. Novel transposable elements in Solanaceae: Evolutionary relationships among Tnt1-related sequences in wild Petunia species. Plant Molecular Biology Reporter, 32: 142-152.

- LONGO, D.; LORENZ-LEMKE, A. P.; MÄDER, G.; BONATTO, S. L.; FREITAS, L. B. 2014. Phylogeography of the Petunia integrifolia complex in southern Brazil. Botanical Journal of the Linnean Society (Print), 174: 199-213.

- SEGATTO, A. L. A.; CAZÉ, A. L. R.; TURCHETTO, C.; KLAHRE, U.; KUHLEMEIER, C.; BONATTO, S. L.; FREITAS, L. B. 2014. Nuclear and plastid markers reveal the persistence of genetic identity: A new perspective on the evolutionary history of Petunia exserta. Molecular Phylogenetics and Evolution (Print), 70: 504-512.

- THODE, V. A.; SILVA-ARIAS, G. A.; TURCHETTO, C.; SEGGATO, A. L. A.; MÄDER, G.; BONATTO, S. L.; FREITAS, L. B. 2014. Genetic diversity and ecological niche modelling of the restricted Recordia reitzii (Verbenaceae) from southern Brazilian Atlantic forest. Botanical Journal of the Linnean Society (Print), 176: 332-348.

- KORTMANN, M. R.; SILVA-ARIAS, G. A.; SEGGATO, A. L. A.; MÄDER, G.; BONATTO, S. L.; FREITAS, L. B. 2014. Multilocus phylogeny reconstruction: New insights into the evolutionary history of the genus Petunia.. Molecular Phylogenetics and Evolution (Print), 81: 19-28.

- BRISOLARA-CORRÊA, L.; THOMPSON, C. E.; FERNANDES, C. L.; FREITAS, L. B. 2015. Diversification and distinctive structural features of S-RNase alleles in the genus Solanum. Molecular Genetics and Genomics (Print), 290: 987-1002.

- FREGONEZI, J. N.; TURCHETTO, C; BONATTO, S. L.; FREITAS, L. B. 2013. Biogeographic history and diversification of Petunia and Calibrachoa (Solanaceae) in the Neotropical Pampas Grassland. Botanical Journal of the Linnean Society (Print), 171, 140-173.

- THODE, V. A.; ROSA, A. B.; MÄDER, G.; KRIEDT, R. A.; BONATTO, S. L.; FREITAS, L. B. 2013. Development of microsatellites for (Verbenaceae), a tree endemic to the Brazilian Atlantic Forest. Applications in Plant Sciences, 1: 1300005-1300008.

- THODE, V. A.; O'LEARY, N.; OLMSTEAD, R. G.; FREITAS, L. B. 2013. Phylogenetic position of the monotypic genus Verbenoxylum (Verbenaceae) and new combination under Recordia. Systematic Botany, 38: 805-817.

- MADER, G.; FREGONEZI, J. N.; LORENZ-LEMKE, A. P.; BONATTO, S. L.; FREITAS, L. B. 2013. Geological and climatic changes in quaternary shaped the evolutionary history of Calibrachoa heterophylla, an endemic South-Atlantic species of petunia. BMC Evolutionary Biology (Online), 13: 178-191.

- CABREIRA, C.; CAGLIARI, A.; BUCKER-NETO, L.; WIEBKE-STROHM, B.; Freitas, L. B.; MARCELINO-GUIMARAES, F. C.; NEPOMUCENO, A. L.; MARGIS-PINHEIRO, M. M. A. N.; BODANESE-ZANETTINI, M. H. 2013. The Lesion Simulating Disease (LSD) gene family as a variable in soybean response to Phakopsora pachyrhizi infection and dehydration. Functional & Integrative Genomics (Print), 13: 323-338.

- SEGGATO, A. L. A.; TURCHETTO-ZOLET, A. C.; AIZZA, L. C. B.; BELLO, C. C. M.; DORNELAS, M.C.; MARGIS, R.; FREITAS, L. B. 2013. MAEWEST expression in flower development of two Petunia species. International Journal of Molecular Sciences (Online), 14: 13796-13807.

- CAZÉ, A. L. R.; MÄDER, G.; BONATTO, S. L.; FREITAS, L. B. 2013. A molecular systematic analysis of Passiflora ovalis and Passiflora contracta (Passifloraceae). Phytotaxa (Print), 132: 39-46.

- FREGONEZI, J. N.; STEHMANN, J. R.; SEMIR, J.; BONATTO, S. L.; FREITAS, L. B. 2012. Infrageneric classification of Calibrachoa (Solanaceae) based on morphological and molecular evidence. Taxon, 61: 120-130.

- ZAMBERLAN, P. M.; SILVA, M. S.; RAMOS-FREGONEZI, A. M.C.; BONATTO, S. L.; FREITAS, L. B. 2012. Microsatellites in Aureliana fasciculata var. fasciculata (Solanaceae), a shrub that inhabits the Atlantic Rainforest. American Journal of Botany, 99: e-173-e-175.

- MUSCHNER, V. C.; ZAMBERLAN, P. M.; BONATTO, S. L.; FREITAS, L. B. 2012. Phylogeny, biogeography and divergence times in Passiflora (Passifloraceae). Genetics and Molecular Biology (Impresso), 35: 1036-1043.

- CAZÉ. A. L. R.; KRIEDT, R. A.; BEHEREGARAY, L. B.; BONATTO, S. L.; FREITAS, L. B. 2012. Isolation and characterization of microsatellite markers for Passiflora contracta. International Journal of Molecular Sciences (Online), 13: 11343-11348.

- YOTOKO, K. S. C.; DORNELAS, M. C.; TOGNI, P. D.; FONSECA, T. C.; SALZANO, F. M.; BONATTO, S. L.; FREITAS, L. B. 2011. Does variation in genome sizes reflect adaptive or neutral processes? New clues from Passiflora. Plos One, 6: e18212-e18220.

- FREITAS, L. B . 2011. História evolutiva das espécies de Passiflora L. de ocorrência no Rio Grande do Sul: aspectos genéticos, estrutura populacional e filogenia. Revista Brasileira de Biociências (Impresso), 9: 41-47.

- KRIEDT, R. A.; RAMOS-FREGONEZI, A. M. C.; BEHEREGARAY, L. B.; BONATTO, S. L.; FREITAS, L. B. 2011. Isolation, characterization, and cross-amplification of microsatellite markers for the Petunia integrifolia (Solanaceae) complex. American Journal of Botany, 98: e277-e279.

- MADER, G.; ZAMBERLAN, P. M.; FAGUNDES, N. J. R.; MAGNUS, T.; SALZANO, F. M.; BONATTO, S. L.; FREITAS, L. B. 2010. The use and limits of ITS data in the analysis of intraspecific variation in Passiflora L. (Passifloraceae). Genetics and Molecular Biology (Impresso), 33: 99-108.

- LORENZ-LEMKE, A. P.; TOGNI, P. D.; MÄDER, G.; KRIEDT, R. A.; STEHMANN, J. R.; SALZANO, F. M.; BONATTO, S. L.; FREITAS, L. B. 2010. Diversification of plant species in a subtropical region of eastern South American highlands: a phylogeographic perspective on native Petunia (Solanaceae). Molecular Ecology (Print), 19: 5240-5251.

## Libros
- TURCHETTO-ZOLET, A. C.; SEGGATO, A. L. A.; TURCHETTO, C.; PALMA-SILVA, Clarisse; FREITAS L. B. 2013. GUIA PRÁTICO PARA ESTUDOS FILOGEOGRÁFICOS. 1ª ed. Ribeirão Preto: Sociedade Brasileira de Genética, 200 pp.

- FREITAS, L. B.; BERED, F. 2003. Genética e Evolução Vegetal. 1ª ed. Porto Alegre, RS: Editora da Universidade Federal do Rio Grande do Sul

### Capítulos de libros
- STEHMANN, João R.; LEMKE, Aline Pedroso L.; FREITAS, L. B.; SEMIR, J. 2009. The genus Petunia. In: Tom Gerats; Judith Strommer (org.) Petunia Evolutionary, Developmental and Physiological Genetics. 1ª ed. N. York: Springer, v. 1, p. 1-28

- FREITAS, Loreta B. 2009. Proteínas de defesa contra o estresse em plantas. In: Mara Lisiane Tissot-Squalli (org.) Interações ecológicas e biodiversidade (ediçión revisada y ampliada) 2ª ed. Ijui, RS: UNIJUI, p. 93-108

- FREITAS, L. B.; LEMKE, Aline Pedroso L.; STEHMANN, João R. 2008. Petúnias de jardim: conhecendo as espécies silvestres para entender a planta cultivada. In: Rosa Lia Barbieri; Elisabeth R. T. Stumpf (orgs.) Origem e Evolução de Plantas Cultivadas. 1ª ed. Brasilia: EMBRAPA Informação Tecnológica, v. 1, p. 707-726

- FREITAS, L. B. 2003. Regulação gênica em plantas superiores. In: Loreta Brandão de Freitas; Fernanda Bered (orgs.) Genética e Evolução Vegetal. 1ª ed. Porto Alegre, RS: Editora da Universidade Federal do Rio Grande do Sul, v. 1, p. 73-86

- FREITAS, L.B. 2003. Mecanismos de defesa contra o estresse em plantas. In: Loreta Brandão de Freitas; Fernanda Bered. (orgs.) Genética e Evolução Vegetal. 1ª ed. Porto Alegre, RS: Editora da Universidade Federal do Rio Grande do Sul, v. 1, p. 149-164

- FREITAS, L. B.; SOUZA-CHIES, T. T. 2003. Evolução dos genes. In: Loreta Brandão de Freitas; Fernanda Bered (orgs.) Genética e Evolução Vegetal. 1ª ed. Porto Alegre, RS: Editora da Universidade Federal do Rio Grande do Sul, v. 1, p. 263-276

- FREITAS, L. B. 1999. Defesa contra doenças em plantas - um paradigma da complexidade biológica. In: Ana Maria de Oliveira Freitas Sacchet (org.) Genética para que te quero? 1ª ed. Porto Alegre: Editora da Universidade, p. 121-126

- FREITAS, L. B. 1997. Proteínas vegetais de respostas ao estresse. In: Maria Cristina Pansera de Araújo; Lenice Medeiros; Geraldo Ceni Coelho (orgs.) Interações ecológicas e biodiversidade. 1ª ed. Ijuí: Editora UNIJUÍ, p. 125-136

## Revisora de periódicos
- 2003 - actual: Biociências (Porto Alegre) (0104-3455)
- 2004 - actual: Ciência Rural
- 2005 - actual: Plant Physiology and Biochemistry (Paris)
- 2005 - actual: Biochemical Genetics (0006-2928)
- 2006 - actual: Annals of Botany
- 2007 - actual: Pesquisa Agropecuária Brasileira
- 2007 - actual: Conservation Genetics
- 2007 - actual: Biological Conservation
- 2008 - actual: Gene (Ámsterdam)
- 2008 - actual: Annals of Applied Biology
- 2009 - actual: Biota Neotropica (ed. en inglés)
- 2009 - actual: Plant Molecular Biology Reporter
- 2009 - actual: Acta Scientiarum. Biological Sciences
- 2009 - actual: Bragantia (São Paulo)
- 2011 - actual: International Journal of Molecular Sciences (en línea)
- 2012 - actual: American Journal of Botany
- 2012 - actual: Genetics and Molecular Biology (impreso)
- 2012 - actual: Systematic Botany
- 2012 - actual: Biological Journal of the Linnean Society
- 2012 - actual: Plos One
- 2012 - actual: Plant Molecular Biology Reporter

## Revisora de proyectos de fomento
- 2006 - actual: Conselho Nacional de Desenvolvimento Científico e Tecnológico
- 2006 - actual: Coordenação de Aperfeiçoamento de Pessoal de Nível Superior
- 2006 - actual: Fundação Araucária de Apoio ao Desenvolvimento Científico e Tecnológico
- 2006 - actual: Fundação de Amparo à Pesquisa do Estado de São Paulo
- 2006 - actual: Fundação de Amparo à Pesquisa do Estado de Minas Gerais
- 1994 - actual: Pró Reitoria de Pesquisa Universidade Federal do Rio Grande do Sul

## Membresías
- Sociedad Botánica de Brasil[8]
- Sociedade Brasileira de Genética[9]

## Premios y títulos
- 2014: mención honrosa Premio Alcides Carvalho - Genética, Evolução e Melhoramento de Plantas (Caroline Turchetto), Sociedade Brasileira de Genética.
- 2013: premio PPGBM 50 años - área de Evolução (Ana Lucia A Segatto), PPGBM-UFRGS.
- 2013: premio PPGBM 50 años - área de Genética Vegetal (Caroline Turchetto), PPGBM-UFRGS.
- 2009: premio Paulo Sodero Martins (Caroline Turchetto), Sociedade Brasileira de Genética/ESALQ.
- 2008: destaque Iniciação CIentífica, XX Salão de Iniciação Científica, UFRGS (Pakisa D. Togni), Universidade Federal do Rio Grande do Sul.
- 2008: premio PPGBM 45 Años - Iniciação Científica (Aline M.C. RAmos), Sociedade Brasileira de Genética Regional Rio Grande do Sul e PPGBM-UFRGS.
- 2008: premio PPGBM 45 Años - Doctorado (Jeferson N. Fregonezi), Sociedade Brasileira de Genética Regional Rio Grande do Sul e PPGBM-UFRGS.
- 2008: mención honrosa, Premio PPGBM 45 Años- Maestrado (Geraldo Mader), Sociedade Brasilera de Genética Regional Rio Grande do Sul e PPGBM-UFRGS.
- 2007: mejor trabajo de Iniciação Científica - Genética Vegetal (Aline M.C. Ramos), Sociedade Brasileira de Genética.
- 2007: destaque de Sesión Ciências Biológicas XIX Salão de Iniciação Científica (Pakisa D. Togni), PROPESQ - UFRGS.
- 2006: mención honrosa - Trabajo de Pós-Graduação - Plantas (Jeferson N. Fregonezi), Sociedade Brasileira de Genética.
- 2006: destaque de Sesión Ciências Biológicas XVIII Salão de Iniciação Científica (Pakisa D. Togni), PROPESQ-UFRGS.
- 2005: mención honrosa - Trabajo de Iniciação Científica (Pakisa Dagna Togni), Sociedade Brasileira de Genética.
- 2005: destaque de Sesión Ciências Biológicas XVII Salão de Iniciação Científica (Geraldo Mäder), PROPESQ-UFRGS.
- 2004: mención honrosa - Trabajo de Iniciação Científica (Geraldo Mäder), Sociedade Brasileira de Genética.
- 2004: mención honrosa - Trabajo de Iniciação Científica (Franceli Rodrigues Kulcheski), Sociedade Brasileira de Genética.
- 2004: destaque de Sesión Ciências Biológicas (Franceli Rodrigues Kulcheski), Propesq - UFRGS.

- Portal:Biografías. Contenido relacionado con Botánica.
- Portal:Biología. Contenido relacionado con Taxonomía.